# Epicoma nigrolineata
Epicoma nigrolineata är en fjärilsart som beskrevs av James John Joicey och Talbot. Epicoma nigrolineata ingår i släktet Epicoma och familjen tandspinnare. Inga underarter finns listade i Catalogue of Life.